# 마쓰미네정
마쓰미네정(松嶺町)은 야마가타현 아쿠미군에 있던 정이다.  현재의 사카타시의 남동부, 사가미강 우안(右岸)에 해당한다. 에도 시대에는 데와 마쓰야마 번 (메이지 2년 이후는 마쓰야마번)의 번청이 설치되었다. 

## 역사
- 1889년 4월 1일 - 정촌제 시행에 의해 마쓰미야정이 단독으로 자치체를 형성하였다
- 1955년 1월 1일 - 가미고촌, 우치고촌과 합병해 마쓰야마정이 성립, 동일 마쓰미네정은 폐지되었다.

## 참고문헌
- 角川日本地名大辞典 6 山形県